# Thomas Bitton
Thomas Bitton (auch Button) († 21. September 1307 in Bishop’s Clyst, Devon) war ein englischer Geistlicher. Ab 1292 war er Bischof von Exeter.

## Herkunft und Aufstieg zum Bischof

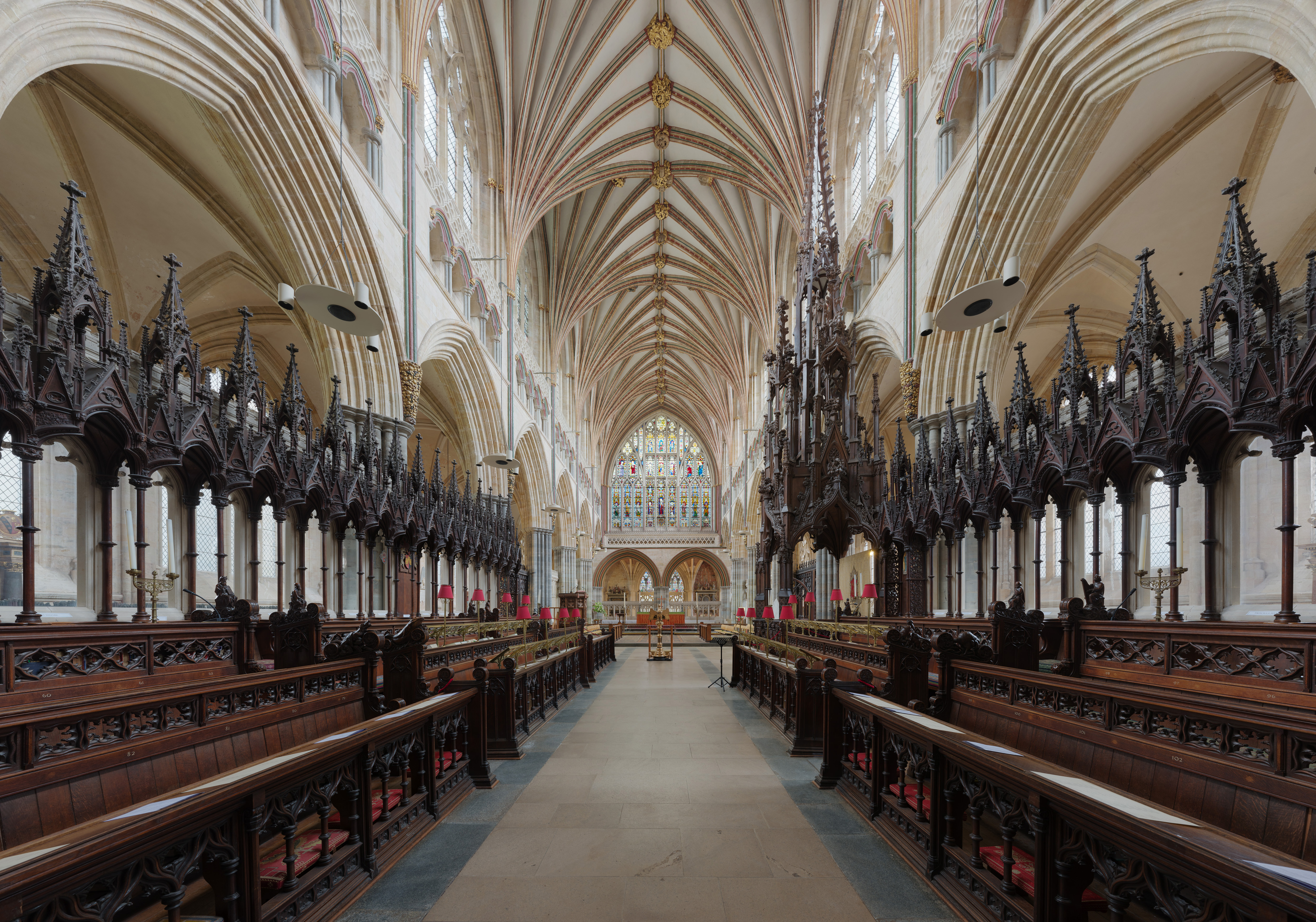
Innenraum der Kathedrale von Exeter nach Osten. Der Chorraum wurde während Bittons Amtszeit fertiggestellt.

Thomas Bitton war ein Sohn von Sir Adam Bitton aus Bitton in Gloucestershire. Zu seinen Brüdern gehörte William Button, der von 1267 bis zu seinem Tod 1274 Bischof von Bath und Wells war. Sein gleichnamiger Onkel William Button war von 1247 bis zu seinem Tod 1264 ebenfalls Bischof von Bath und Wells gewesen, während ein weiterer Onkel, John Bitton († um 1273) Propst der Kathedrale von Wells war. Auch mit Walter Giffard, dem ehemaligen Bischof von Bath und Wells und Erzbischof von York war Bitton verwandt. Da er als Master bezeichnet wurde, hatte er anscheinend studiert, vermutlich an der Universität Oxford. Durch die Kontakte seiner Familie wurde er Präzentor der Kathedrale von Wells. Dieses Amt gab er 1268 auf, als er Präzentor des Archidiakons von Wells wurde. 1284 oder 1285 wurde er Dekan der Kathedrale von Wells. Durch den Einfluss seines Verwandten Walter Giffard erhielt er zwei Pfründen am York Minster. Schließlich wurde er im Oktober oder November 1291 zum Bischof der Diözese Exeter gewählt. Am 30. November wurde die Wahl von König Eduard I. bestätigt und am 2. Dezember wurden ihm die Temporalien übergeben. Am 16. März 1292 wurde er in der Kathedrale von Canterbury zum Bischof geweiht.

## Bischof von Exeter
Aus Bittons fünfzehnjähriger Amtszeit als Bischof ist kein Urkundenregister erhalten, doch anscheinend war er ein pflichtbewusster Bischof. Er förderte Walter Stapeldon und James Berkeley, die später selbst Bischöfe von Exeter wurden, und unterstützte den Neubau der Kathedrale von Exeter durch Einführung eines Zolls, der über £ 124 jährlich erbrachte. Während seiner Amtszeit wurde der Chorraum der Kathedrale weitestgehend fertiggestellt. Dazu soll er nach John Leland den Neubau der Franziskanerniederlassung in Exeter gefördert haben. 1294 führte Bitton eine Visitation der Kollegiatkirche von Bosham in Sussex durch, die den Bischöfen von Exeter unterstand. Dabei ordnete er einige geistliche Reformen an. 1304 entwarf er Statuten für die Kollegiatkirche von Crediton in Devon. 1301 beanspruchte König Eduard I. die Kollegiatkirche von St Buryan in Cornwall als königliche Kapelle und entzog sie damit der bischöflichen Kontrolle. Trotz seines Widerstands musste Bitton dies schließlich hinnehmen. In seinem Geburtsort Bitton stiftete er eine Kapelle, die an die Nordseite der Kirche angebaut wurde und in der seine Eltern beigesetzt wurden.
Bitton starb auf seinem bischöflichen Gut Bishop’s Clyst in Devon und wurde am 25. September 1307 in der Kathedrale von Exeter beigesetzt. Bei Bauarbeiten in der Kathedrale wurde 1763 sein Grab im Chorraum geöffnet; dabei wurde dem Grab ein Kelch und sein Ring entnommen, die heute noch in der Kathedrale aufbewahrt werden.

## Nachwirkung
Der Wert von Bittons tragbarer Besitz betrug über £ 5395. Nach seinem Testament wurde ein Großteil davon an Klöster seiner Diözese, an Hospitäler und an Leprosenhäuser verteilt. Dazu hatte er zahlreiche Personen mit Schenkungen bedacht, und weitere Mittel hatte er für den Unterhalt von Brücken vorgesehen. Einen Teil seines Vermögens verwandte sein Nachfolger Walter Stapledon für die Gründung des Hospitals Clyst Gabriel bei Exeter. Stapledon versuchte wohl, die Verehrung von Bitton zu fördern, indem er alle Geistlichen aufforderte, für Bittons Seelenheil zu beten und dafür einen Ablass gewährte. 1312 machten vier weitere Bischöfe in England und Wales einen ähnlichen Ablass, doch eine nennenswerte Verehrung von Bitton wurde nie erreicht.